# حلقه محاصره نوبوناگا
حلقه محاصره نوبوناگا (به ژاپنی: 信長包囲網 のぶながほういもう) به سه ائتلاف عمده بر ضد اودا نوبوناگا، در اواخر دوره سنگوکو و اوایل دوره آزوچی-مومویاما گفته می‌شود.

نقشهٔ ژاپن و مناطق حکمرانی دایمیوهای ژاپن در سال ۱۵۷۰ میلادی، در زمان نبرد آنه‌گاوا قلمروی خاندان هوجو (توکیو کنونی)

## اولین محاصره

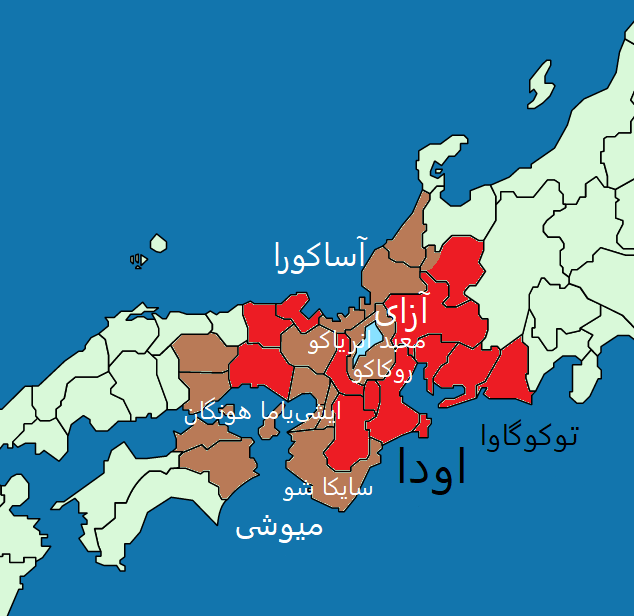
مناطق قهوه‌ای رنگ مناطق محاصره‌کنندگان و مناطق قرمز رنگ متحدان نوبوناگا را در سال ۱۵۷۰ میلادی و در طی اولین محاصره نشان می‌دهد.

### شرکت کنندگان
- آساکورا یوشی‌کاگه (پایگاه ولایت اچیزن) - زمان درگیری (۱۵۷۰) ماه ۱۲ - نتیجه مقابله خاتمه به صلح.
- آزای ناگاماسا (ولایت اومی) - (۱۵۷۰) ماه ۱۲ - خاتمه به صلح.
- روکاکو یوشیکاتا (ولایت اومی) - (۱۵۷۰) ماه ۱۲ - خاتمه به صلح.
- سه ژنرال میوشی (ولایت ستسو) - (۱۵۷۰) ماه نوامبر روز ۲۱ - خاتمه به صلح.
- آراکی موراشیگه (ولایت ستسو) - طرفداری از بازگشت سه ژنرال میوشی به پایتخت.
- شینوهارا ناگافوسا (ولایت آوا، ولایت سانوکی، ولایت آواجی) (ملازم و طرفدار خاندان میوشی) - (۱۵۷۰) ماه ۱۱ روز ۲۱ - خاتمه به صلح.
- میوشی ناگاهارو (ولایت آوا) (عضو خاندان میوشی) - با ورود نوبوناگا خاندان پرقدرت میوشی که از پایتخت رانده شده بودند، پس از مدتی همراه با شینوهارا ناگافوسا (ملازم این خاندان) به کینای (نواحی اطراف پایتخت) لشکرکشی کردند.
- سوگو ماسایاسو (ولایت سانوکی) (عضو خاندان میوشی) - همراه با شینوهارا ناگافوسا به کینای (نواحی اطراف پایتخت) لشکرکشی کردند.
- آتاگی نوبویاسو (ولایت آواجی) (عضو خاندان میوشی) - همراه با شینوهارا ناگافوسا به کینای (نواحی اطراف پایتخت) لشکرکشی کردند.
- ایکدا توموماسا (ولایت ستسو) - درگیری با آراکی موراشیگه که در این مقطع زمان از دشمن به ملازم نوبوناگا تغییر جهت داده بود.
- تسوتسوی جونکی (ولایت یاماتو) - ادامه درگیری با ماتسوناگا هیساهیده که از ملازمی خاندان میوشی درآمده و در این مقطع زمان از طرفداران نوبوناگا شده بود.
- هونگانجی (ولایت ستسو، ولایت کاگا)- (۱۵۷۰) ماه ۱۰ روز ۳۰ - خاتمه به صلح.
- سایکا شو (ولایت کی) - به طرفداری از فرقه هونگانجی.
- معبد انریاکو (ولایت اومی) - به طرفداری از فرقه هونگانجی. بعد از پایان این محاصره نیز درگیری را با نوبوناگا ادامه دادند.

## دومین محاصره

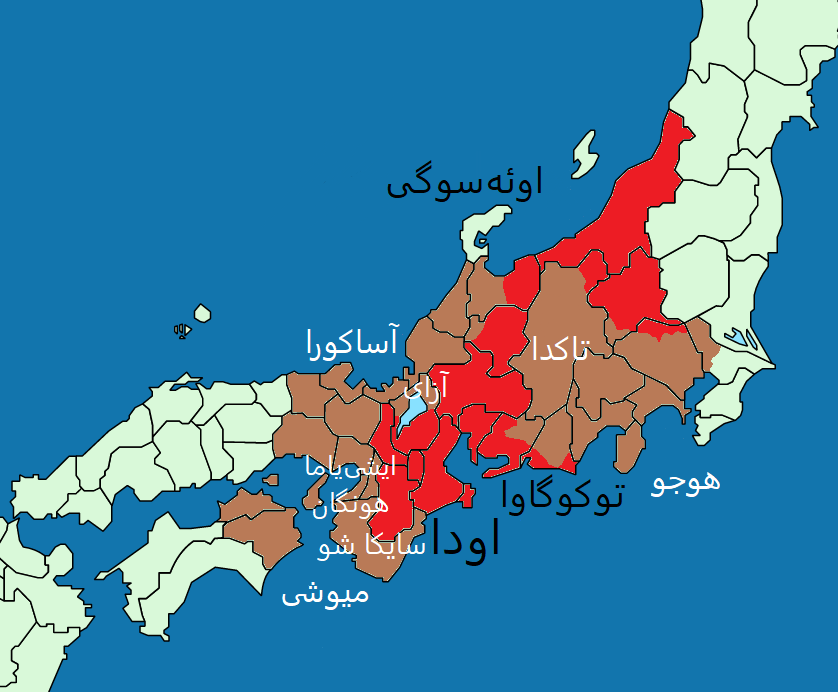
مناطق قهوه‌ای رنگ مناطق محاصره‌کنندگان و مناطق قرمز رنگ متحدان نوبوناگا را در سال ۱۵۷۲ میلادی و در طی دومین محاصره نشان می‌دهد.

### شرکت کنندگان
- معبد انریاکو (پایگاه ولایت اومی) - زمان درگیری (۱۵۷۱) ماه نهم - نتیجه، معبد پس از سوزاندن نابود شد.
- تسوتسوی جونکی (ولایت یاماتو) - (۱۵۷۱) ماه یازدهم، با واسطه آکجی میتسوهیده و ساکوما نوبوموری به اطاعت از نوبوناگا درآمد.
- وادا کوره‌ناگا (ولایت ستسو) (۱۵۷۳) ماه سوم روز دهم، به درستی سرنوشت او مشخص نیست اما طبق یک نظریه با ملازمش تاکایاما توموترو درگیر شد، در اثر زخم وارد شده درگذشت.
- آراکی موراشیگه (ولایت ستسو) (۱۵۷۳) ماه سوم روز بیست و نهم، به خاندان اودا ملحق شد.
- ایکدا توموماسا (ولایت ستسو) (۱۵۷۳) ماه سوم، ملازم وی آراکی موراشیگه به وی خیانت کرده و به نوبوناگا ملحق شد. وی تبعید شد.
- تاکدا شینگن (ولایت کای، ولایت شینانو، ولایت سوروگا) (۱۵۷۳) ماه چهارم روز دوازدهم، مرگ شینگن در میانه نبرد به علت بیماری. پس از وی پسرش تاکدا کاتسویوری نبرد با نوبوناگا را ادامه داد.
- هوجو اوجیماسا (ولایت ایزو، ولایت ساگامی، ولایت موساشی) - با خاندان تاکدا متحد شد و هنگام حمله به ولایت اومی یک سپاه کمکی نیز او فرستاد.
- شینوهارا ناگافوسا (ولایت آواجی، ولایت سانوکی، ولایت آوا) (۱۵۷۳) ماه هفتم روز شانزدهم، در اثر حمله میوشی ناگاهارو، سوگو ماسایاسو وادار به خودکشی شد. در نهایت آن دو نفر نیز از حلقه محاصره نوبوناگا خارج شدند.
- سه ژنرال میوشی (ولایت یاماشیرو ・ولایت ستسو) (۱۵۷۳) ماه هشتم روز دوم، ایواناری تومومیچی کشته شد، میوشی ناگایاسو و میوشی سوی گریختند.
- آشیکاگا یوشی‌آکی (شوگون) (ولایت یاماشیرو) (۱۵۷۳) ماه هفتم روز هیجدهم، پس از شکست در نبرد قلعه ماکی‌شیما، از کیوتو تبعید شد.
- نایتو جوآن (تانبا) - از آشیکاگا یوشی‌آکی حمایت کرد و حدود دو هزار سرباز برای حمایت از وی به قلعه نیجو فرستاد.
- آساکورا یوشی‌کاگه (ولایت اچیزن) (۱۵۷۳) ماه هشتم روز بیستم، خودکشی پس از شکست. نابودی خاندان آساکورا.
- آزای ناگاماسا (ولایت اومی) (۱۵۷۳) ماه نهم روز اول، خودکشی پس از شکست. نابودی خاندان آزای.
- هونگانجی (ولایت ستسو، ولایت کاگا) (۱۵۷۳) ماه یازدهم، صلح با نوبوناگا، پس از آن چندین بار نبرد با نوبوناگا تکرار شد.
- میوشی یوشیتسوگو (ولایت کاواچی) (۱۵۷۳) ماه یازدهم خودکشی.
- ماتسوناگا هیساهیده (ولایت یاماتو) (۱۵۷۳) ماه دوازدهم به تسلیم وی ختم شد.
- یوسا نوبونوری (ولایت کاواچی) (۱۵۷۴) ماه چهارم، در قلعه تاکایا در اثر نبرد کشته شد.
- روکاکو یوشیکاتا (ولایت اومی) - (۱۵۷۴) ماه چهارم روز سیزدهم، از قلعه‌اش در شمال بخش کوکا، شیگا به جنوب شیگاراکی، شیگا رفت و مقاومت را در آنجا ادامه داد.
- ایتامی چیکااوکی (ولایت ستسو) (۱۵۷۴) ماه یازدهم، پس از شکست، در حملهٔ آراکی موراشیگه به قلعه ایتامی خودکشی کرد.
- معبد گانشو (ایسه) (۱۵۷۴) ماه نهم، پس از سوزانده شد از بین رفت.
- میوشی یاسوناگا (ولایت کاواچی) - (۱۵۷۵) ماه چهارم، در قلعه تاکایا تسلیم شد.
- هینه‌نو هیروناری (ولایت ایسه) - ابتدا در شورش ایکو-ایکی شرکت کرد. اما سپس، به خدمت خاندان اودا درآمد.
- اندو یوشیتاکا (ولایت مینو) - هر چند پنهانی با تاکدا شینگن در ارتباط بود اما بدون مجازات باقی ماند.
- سایکا شو (ولایت کی) - به حمایت از فرقه هونگانجی نبرد را ادامه داد.
- کوگا-ریو (ولایت اومی) - حمایت از روکاکو یوشیکاتا و شوگون آشیکاگا یوشی‌آکی.
- ایگا-ریو (ولایت ایگا) - حمایت از روکاکو یوشیکاتا و شوگون آشیکاگا یوشی‌آکی.

## سومین محاصره

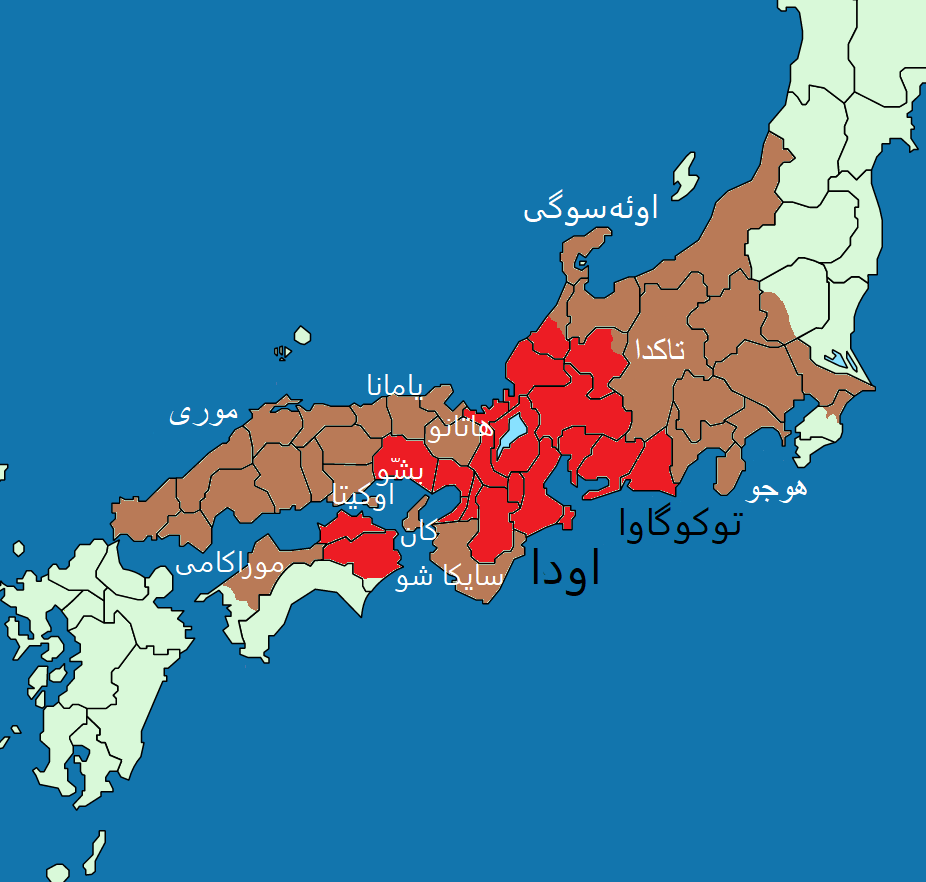
مناطق قهوه‌ای رنگ مناطق محاصره‌کنندگان و مناطق قرمز رنگ متحدان نوبوناگا را در سال ۱۵۷۶ میلادی و در طی سومین محاصره نشان می‌دهد.

### شرکت کنندگان
- سایکا شو (پایگاه ولایت کی) - زمان درگیری (۱۵۷۷) ماه سوم - نتیجه، به نوبوناگا تسلیم شدند اما تا ماه هفتم درگیری ادامه داشت. (۱۵۸۰) بخشی از آن مقاومت با نوبوناگا را ادامه دادند.
- ماتسوناگا هیساهیده (ولایت یاماتو) - (۱۵۷۷) ماه دهم، نابودی خاندان، خودکشی.
- اوئه‌سوگی کنشین (ولایت اچیگو، ولایت اتچو) - پس از مرگ کنشین در آوریل ۱۵۷۸، پسر خوانده وی اوئه‌سوگی کاگه‌کاتسو پس از درگیری‌های خانوادگی موفق شد رهبری خاندان را به دست بگیرد. وی از بخشی از قلمروی خود عقب‌نشینی کرد و نبرد را با نوبوناگا ادامه داد. بعد از مرگ نوبوناگا، به فرمان تویوتومی هیده‌یوشی درآمد.
- آکای نائوماسا (ولایت تانبا) - (۱۵۷۸) ماه سوم، به مرگ طبیعی درگذشت. بقیه خاندان آکای سال بعد در ماه نهم در نبرد قلعه کوروی شکست خوردند و از حلقه محاصره نوبوناگا خارج شدند.
- هاتانو هیده‌هارو (ولایت تانبا) - (۱۵۷۹) ماه ششم، پس از تسلیم اعدام شد. خاندان وی نابود شدند.
- نایتو ساداکاتسو (ولایت تانبا) - (۱۵۷۸) ماه ششم، مقر اصلی وی قلعه یاگی سقوط کرد.
- اوتسو یوریشیگه (ولایت تانبا) - (۱۵۷۸)ماه هفتم، مقر اصلی وی ولایت تانبا سقوط کرد.
- آراکی موراشیگه (ولایت ستسو) - (۱۵۷۹) ماه نهم، قلعه ایتامی را رها کرده فرار کرد. بعداً ملازم تویوتومی هیده‌یوشی شد.
- اوکیتا نائوایه (بیزن) - (۱۵۷۹) ماه دهم، تسلیم. بعداً، به خدمت نظام تازه نوبوناگا درآمد.
- بشو ناگاهارو (هاریما) - (۱۵۸۰) ماه اول، خودکشی. خاندان از بین رفت ولی بخشی از آن که باقی مانده بود به اطاعت نوبوناگا درآمد.
- هونگانجی (ولایت ستسو) - (۱۵۸۰) ماه سوم، صلح. همان سال ماه هشتم، معبد ایشی‌یاما هونگان واگذار شد. بعد از مرگ نوبوناگا، این فرقه به فرمان هیده‌یوشی درآمد.
- خاندان یامانا (ولایت تاجیما، ولایت اینابا) - (۱۵۸۰) ماه پنجم، در این زمان یامانا سوکه‌تویو در اثر بیماری درگذشت و پسرش نیز تسلیم شد. سپس به خدمت نظام تازه نوبوناگا درآمد.
- کان میچی‌ناگا (ولایت آواجی) - (۱۵۸۱) ماه یازدهم، هنگامی‌که هاشیبا هیده‌یوشی و ایکدا موتوسوکه به قلعه ایوایا حمله کردند، وی در ولایت کی و جاهای دیگر پنهان شد.
- تاکدا کاتسویوری (ولایت کای، ولایت شینانو، ولایت سوروگا) -(۱۵۸۲) ماه سوم، خودکشی. خاندان از بین رفت. بخشی از خاندان که باقی مانده بود به اطاعت نوبوناگا درآمد.
- موراکامی تاکه‌یوشی (ولایت ایو・ نوشیما) - همراه با خاندان موری نبرد را ادامه داد. بعد از مرگ نوبوناگا، به فرمان هیده‌یوشی درآمد.
- موراکامی یوشی‌میتسو (ولایت ایو・ ایننوشیما) - همراه با خاندان موری نبرد را ادامه داد. بعد از مرگ نوبوناگا، به فرمان هیده‌یوشی درآمد.
- موری تروموتو (ولایت آکی، ولایت بینگو) - از ولایت هاریما عقب‌نشینی کرد اما بعد از آن نیز نبرد را ادامه داد. بعد از مرگ نوبوناگا، به فرمان هیده‌یوشی درآمد.
- آشیکاگا یوشی‌آکی (ولایت بینگو) - در تومونوئورا ساکن شد، همراه با خاندان موری نبرد را ادامه داد. بعد از مرگ نوبوناگا، هیده‌یوشی مقام شوگون را به او برگرداند.